# Mor lam

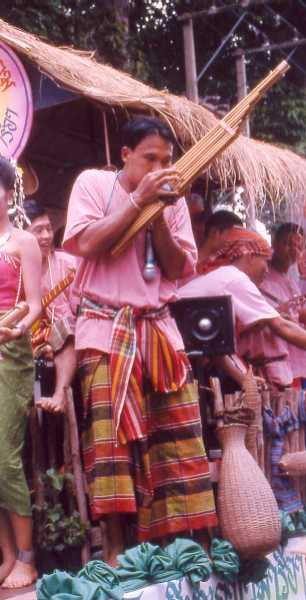
Joueur de khên

Le mor lam (Isan et thaï : หมอลำ, API : mɔ̌ː lam) ou mo lam est la musique folk du Nord-Est (l’Isan),,, de la Thaïlande, qui a une population d'origine majoritairement lao. Les paroles ont la forme d'un poème et elles racontent en chantant et en dansant une histoire locale. Le mor lam a beaucoup en commun avec le luk thung, comme son intérêt pour la vie des pauvres des régions rurales. Il se caractérise par la rapidité de ses vocalises rythmiques. Le chanteur ou la chanteuse, aussi appelé un mor lam, est souvent accompagné par des musiciens jouant de la "flûte" (khên, le mor khen ou wot), du "luth" (phin)...

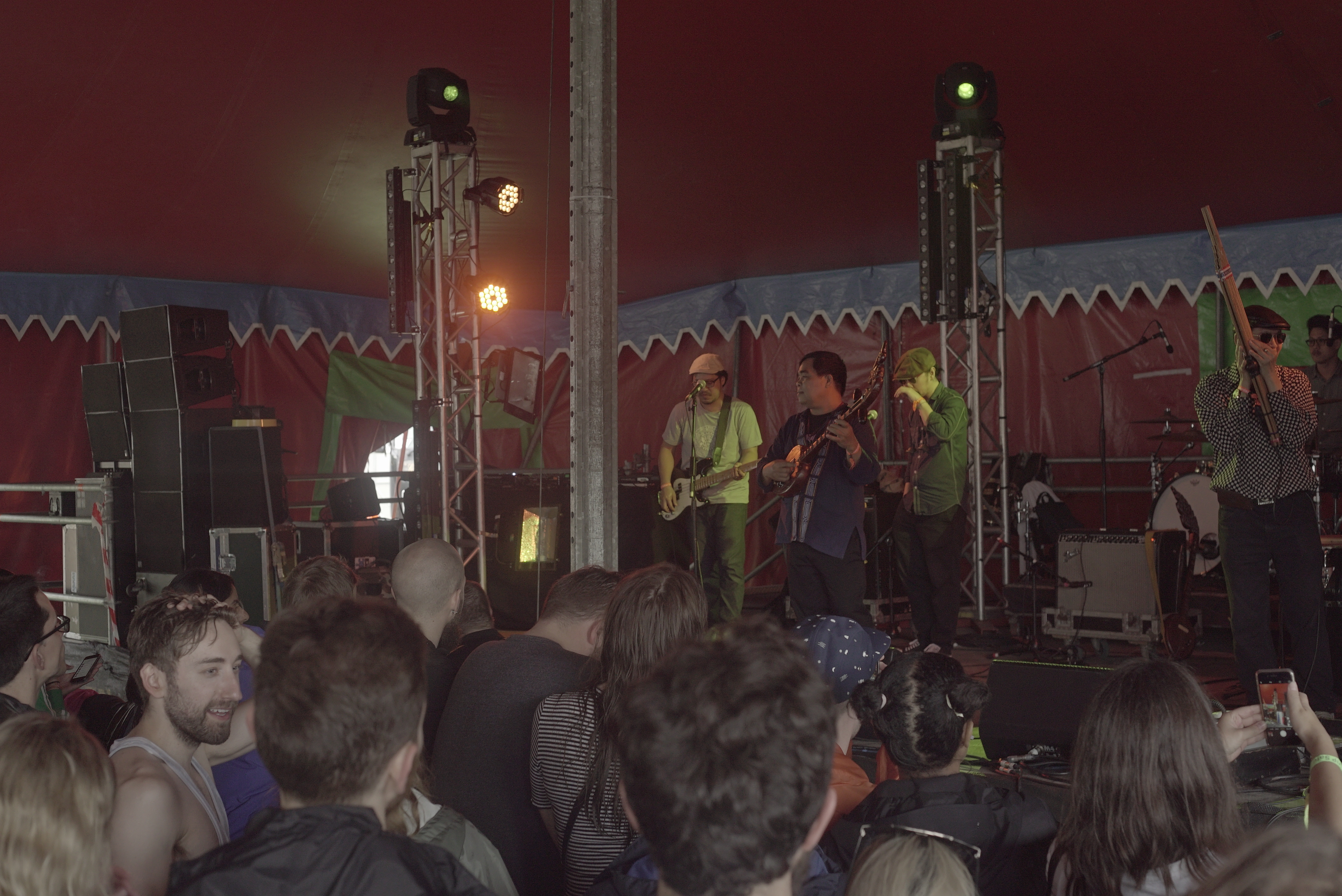
Paradise Bangkok Molam International Band en concert à Londres en 2016

Il y a environ quinze variations régionales de mor lam, plus des versions modernes électrifiées comme le mor lam sing. Certains esprits conservateurs ont critiqué ces dernières, les accusant de commercialiser la culture traditionnelle.
Parmi les variations du mor lam, on peut citer par exemple  le molam toey  dont le maître du genre est Pornsak Songsaeng (พรศักดิ์ ส่องแสง).
Dès les années 50-60-70 le molam se développe avec le disque vinyle et devient populaire : Bunpheng Faiphiuchai, Ken Dalao, Chaweewan Damnoen (ou Chaweewan Dumnern ou Chaweewan Damnuen),,,,, Angkanang Khunchai,,, Surin Paksiri...
Depuis les années 1990 il y a eu de nombreuses interactions entre le mor lam et le luk thung avec des stars comme :
- les chanteurs Dao Bandon (ดาว บ้านดอน), Chalermpol Malakham (เฉลิมพล มาลาคำ), Pornsak Songsaeng (พรศักดิ์ ส่องแสง), Monkhaen Kaenkoon (มนต์แคน แก่นคูน), Maithai Huajaisin (ไหมไทย หัวใจศิลป์), Mike Phiromphon (ไมค์ ภิรมย์พร), Monsit Khamsoi (มนต์สิทธิ์ คำสร้อย) et Ki Daophet Niuhuang (ກິດາວເພັດ ໜູຫ່ວງ) etc.
- les chanteuses  Jintara Poonlarp (จินตหรา พูนลาภ), Siriporn Ampaipong (ศิริพร อำไพพงษ์), Lamyai Haithongkham (ลำไย ไหทองคำ), Banyen Rakkaen ( บานเย็น รากแก่น), Dokaor Toongtong (ดอกอ้อ ทุ่งทอง), Moukdavanyh Santiphone (ມຸກດາວັນ ສັນຕິພອນ), Honey Sri-Isan (ฮันนี่ ศรีอีสาน), Yinglee Srijumpol (หญิงลี ศรีจุมพล), Saengaroon Boonyoo (แสงอรุณ บุญยู้), Vieng Naruemon (เวียง นฤมล), Packky Sakonnaree (แพ็กกี้ สกลนรี), Am Chonthicha (แอ้ม ชลธิชา)[17] et Rasmee Wayrana (รัสมี เวระนะ) etc.

Le Molam est toujours d'actualité,  comme en témoigne le succès des récentes chansons populaires contre le Covid-19 en 2020,.